# Fieseler Fi 167
Fieseler Fi 167 byl německý dvouplošný palubní letoun z období druhé světové války, sloužící jako torpédový bombardér a průzkumné letadlo. Byl vyvíjen pro službu na letadlových lodích nacistické Kriegsmarine, které nakonec nebyly nikdy dokončeny.

## Vývoj
S počátkem stavby první německé letadlové lodi Graf Zeppelin v roce 1937, byly firmy Arado a Fieseler vyzvány, aby vyvinuly nový palubní torpédový bombardér. Poněkud neortodoxně vyhlížející stroj firmy Arado vyvinul tým Reinholda Mewese. V létě 1938 se ukázalo, že konstrukce firmy Fieseler je lepší než konkurenční projekt, rovněž dvouplošné Arado 195.
Vznikl dvouplošný letoun, čistých aerodynamických tvarů, s proskleným překrytem kabiny. Poháněl ho vidlicový dvanáctiválec Daimler-Benz DB 601B o výkonu 809 kW, který roztáčel třílistou kovovou stavitelnou vrtuli. Trup měl celokovovou kostru a duralový potah. Křídla měla plátěný potah. Pevný podvozek byl kapotovaný, stejně jako ostruha.
V dvoumístné kabině byl instalován kulomet MG 15 pro obranu zadní polosféry. Pro střelbu dopředu měl pilot k dispozici pevný kulomet MG 17. Pod trupem bylo možné zavěsit pumu o hmotnosti 100 kg, kombinaci pumy SD 250 o hmotnosti 250 kg a čtyř SC 50 o hmotnosti 50 kg, anebo torpédo LT F5b o hmotnosti 760 kg.
Po dvou prototypech Fi 167 V1 a Fi 167 V2, byla postavena nultá série 12 kusů jen mírně modifikovaných Fi 167A-0. Především šlo o instalaci dvojmístného nehořlavého gumového nafukovacího záchranného člunu a větších nízkotlakých pneumatik. Letoun úspěšně splnil zadání, včetně výtečné manévrovatelnosti. Stejně jako u jiného typu této firmy, Fieseler Fi 156, svými vlastnostmi obzvláště vynikal při malých rychlostech a de facto byl schopen na plující loď přistát téměř kolmo.
Pro případ nouzového přistání na mořské hladině mohl Fi 167 odhodit svůj pevný podvozek a také v jeho spodním křídle byla řada vodotěsných oddělení, která měly umožnit, aby se déle udržel na hladině a posádka mohla uniknout z kokpitu.

## Operační služba
Když se ukázalo, že Graf Zeppelin nebude dokončen dříve než v roce 1940, měla stavba Fi 167 nízkou prioritu. Ovšem v roce 1940 byla stavba lodi Graf Zeppelin dokonce zastavena a tak se nepokračovalo ani ve stavbě nových kusů tohoto typu a existující letouny byly zařazeny do zkušební letky Luftwaffe „Erprobungsstaffel 167“, kde byly testovány možnosti jejich operačního nasazení. Později bylo rozhodnuto, že letadlová loď bude přece jen dokončena, v roli torpédového bombardéru však byl typ vytlačen mezitím vyvinutou modifikací typu Junkers Ju 87C se sklopnými křídly a Fi 167 už nebylo potřeba.
Na konci září 1941 byl jedenáctý stroj verze A-0 (KG+QE) přemístěn do zkušebního střediska společnosti Daimler-Benz v Echterdingenu, kde se měl podrobit testům motoru.
Nějaký čas sloužilo devět strojů v pobřežní ochraně v Nizozemsku, než byly v roce 1943 prodány do Chorvatska, kde byly zařazeny u 1. Mjesovito Jato, 1. Zrakoplovna Skupina. Tři stroje dosloužily při testech a vývoji přistávacích zařízení v Německém výzkumném leteckém středisku (Fahrwerkserprobungsstelle der DVL) v Českých Budějovicích. Dodnes se nedochoval žádný.

## Specifikace (Fi 167)

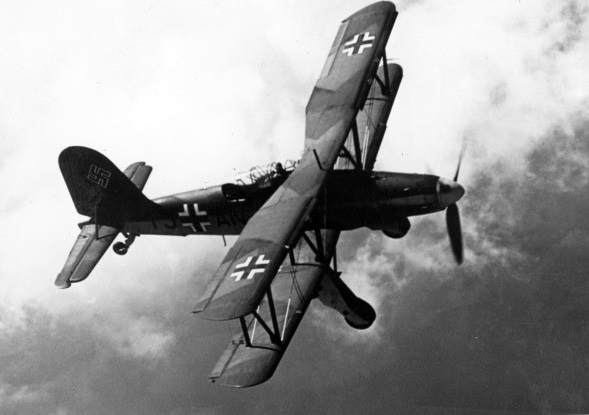
Fieseler Fi 167

Informace čerpány z 

### Technické údaje
- Osádka: 2 (pilot, pozorovatel)
- Rozpětí: 15,5 m
- Délka: 11,4 m
- Výška: 4,7 m
- Nosná plocha: 45,5 m²
- Plošné zatížení: 107 kg/m²
- Hmotnost prázdného letounu: 2800 kg
- Vzletová hmotnost: 4850 kg
- Max. vzletová hmotnost: 4850 kg
- Pohonná jednotka:  1 × kapalinou chlazený dvanáctiválec do V Daimler-Benz DB 601B
- Výkon motoru: 1100 k (809 kW)

### Výkony
- Maximální rychlost: 327 km/h
- Cestovní rychlost: 249 km/h
- Dostup: 8200 m
- Dolet: 1500 km

### Výzbroj
- 1 × pohyblivý kulomet kulomet MG 15 ráže 7,9, 600 nábojů
- 1 × pevný kulomet MG 17 ráže 7,92 mm, 500 nábojů

Varianty hlavní výzbroje:
- 1 × 1000kg puma
- 1 × 250kg puma + 4 × 50 kg puma
- 1 × 765kg torpédo